# Minettia palaestinensis
Minettia palaestinensis är en tvåvingeart som beskrevs av Papp 1981. Minettia palaestinensis ingår i släktet Minettia och familjen lövflugor. Inga underarter finns listade i Catalogue of Life.